# Martin Finger
Martin Finger (* 16. prosince 1970 Šumperk) je český divadelní a filmový herec.

## Život
Maturoval na gymnáziu v Šumperku. V roce 1997 absolvoval DAMU. Na škole jej ovlivnil Ivan Vyskočil. V sezóně 1996/1997 byl členem souboru Národního divadla. Poté až do roku 2004 hrál v Činoherním studiu v Ústí nad Labem.

## Role

### Divadelní role
Činoherní studio Ústí nad Labem (výběr)
- Žvanikin – Nikolaj Vasiljevič Gogol: Ženitba
- Orestes – Sofoklés: Élektra
- Demetrius – William Shakespeare: Sen noci svatojánské
- Horacius – William Shakespeare: Hamlet
- Krysa – Lenka Havlíková: Krysa
- „A“ – Sarah Kane: Crave
- Ivanov – Anton Pavlovič Čechov: Ivanov

Divadlo Komedie (výběr)
- 2003 Řehoř Samsa – Franz Kafka: Proměna, režie: Arnošt Goldflam
- 2006 Světanápravce – Thomas Bernhard: Světanápravce [1]
- 2007 Sternenhoch – Ladislav Klíma: Utrpení knížete Sternenhocha
- 2007 Josef K – Franz Kafka: Proces
- 2008 Jan Bareš – Egon Hostovský: Spiknutí
- 2008 Jenda – Jaroslav Havlíček: Petrolejové lampy
- 2008 Josef – Robert Musil: Snílci
- 2010 Mluvčí 1 – Peter Handke: Spílání publiku
- 2011 Rozhněvaný muž – Peter Handke: Podzemní blues
- 2011 Bohatý Žid – Rainer Werner Fassbinder: Odpad, město, smrt

Činoherní klub
- 2013 Dr. Prentice – Joe Orton: Klíčovou dírkou
- Mervyn – Martin McDonagh: Ujetá ruka (Behanding in Spokane)
- John Williamson – David Mamet: Glengarry Glen Ross
- Ředitel – Milan Kundera: Ptákovina[2]

Pardubice
- 2013 Ropa – 4. část cyklu Cesty energie, autoři konceptu cyklu Cesty energie Miroslav Bambušek a Ewan McLaren[3]

Dále hostoval v Divadle Na zábradlí a v Dejvickém divadle (1999 Gabriel García Márquez: Neuvěřitelný a tklivý příběh o bezelstné Eréndiře a její ukrutné babičce).

### Filmové a seriálové role, výběr
- 2004 Milenci & Vrazi
- 2005 Ulice (televizní seriál)
- 2006 Poslední vlak
- 2006 Ordinace v růžové zahradě (televizní seriál)
- 2007 Václav
- 2008 Soukromé pasti (televizní seriál)
- 2008 Kriminálka Anděl (televizní seriál)
- 2009 Průvodkyně (studentský film)
- 2009 Pouta
- 2010 Hlava – ruce – srdce
- 2011 Rodina je základ státu
- 2012 Odpad město smrt
- 2013 Weissenstein (divadelní záznam)
- 2013 Utrpení knížete Sternenhocha (divadelní záznam)
- 2013 Srdce temnoty (divadelní záznam)
- 2013 Spílání publiku 2010 (divadelní záznam)
- 2013 Petrolejové lampy (divadelní záznam)
- 2013 Odpad, město, smrt (divadelní záznam)
- 2013 Nadváha, nedůležité: Neforemnost (divadelní záznam)
- 2013 Legenda o sv. pijanovi (divadelní záznam)
- 2013 Proces (záznam divadelního představení)
- 2013 Hodina, ve které jsme o sobě nevěděli (divadelní záznam)
- 2013 Antiklimax (divadelní záznam)
- 2013 Nevinné lži (televizní seriál)
- 2013 České století (televizní seriál) režie: Robert Sedláček [5]
- 2014 Zelená vdova (studentský film)
- 2014 Clona (televizní seriál)
- 2014 Krok do tmy
- 2014 Krásno, též spolupráce na scénáři, režie: Ondřej Sokol
- 2015 Amanitas (studentský film)
- 2015 Vraždy v kruhu (televizní seriál)
- 2015 Reportérka (televizní minisérie)
- 2015 Jan Hus, role kardinála předsedajícího kostnickému koncilu
- 2016 Mordparta (televizní seriál)
- 2016 Pět mrtvých psů (televizní seriál)
- 2016 Rudý kapitán
- 2016 Pirko
- 2016 Já, Mattoni
- 2016 Já, Olga Hepnarová
- 2017 Policie Modrava (televizní seriál)
- 2017 Spravedlnost (televizní seriál)
- 2017 Bohéma (televizní seriál)
- 2017 Nádraží (televizní seriál)
- 2017 Zahradnictví: Rodinný přítel
- 2017 Zahradnictví: Dezertér
- 2017 Zahradnictví: Nápadník
- 2017 Bratři Karamazovi (divadelní záznam)
- 2018 Člověk Kilimandžáro (studentský film)
- 2018 Toman
- 2018 Rašín (televizní film)
- 2018 Na krátko
- 2018 Na Hory
- 2018 Metanol (televizní film)
- 2018 Chvilky
- 2019 Stockholmský syndrom (dvoudílný televizní film)
- 2019 Princip slasti (televizní seriál)
- 2020 Herec (televizní seriál)
- 2021 Prvok, Šampón, Tečka a Karel
- 2019 Božena (televizní seriál)
- 2021 Zločiny Velké Prahy (televizní seriál)
- 2022 Devadesátky (krimiseriál)
- 2022 Slovo
- 2022 Vražedné stíny (televizní film)
- 2025 Kouzlo derby

### Rozhlasové role
- 2011 Ödön von Horváth: Neznámá ze Seiny – zpracováno v Českém rozhlasu jako rozhlasová hra, překlad Jiří Stach, rozhlasová úprava a dramaturgie Renata Venclová, režie Aleš Vrzák, Hráli: Albert (Martin Finger), Silberling (Pavel Rímský), Nicolo (Václav Neužil), Irena (Dana Černá), Emil (Radek Holub), Arnošt (Kamil Halbich), Neznámá (Šárka Vaculíková), Domovnice (Bohumila Dolejšová), Klára (Týna Průchová), policista (Oldřich Vlach) a Lucille (Klára Sedláčková-Oltová).[6]
- 2013 Magdaléna Platzová: Anarchista, Četba na pokračování, režie: Markéta Jahodová, Český rozhlas [7]
- 2013 Georg Büchner: Vojcek (Český rozhlas)[8], tato hra získala mezinárodní ocenění Prix Marulić,

## Ocenění díla
- 2009 rozhlasová hra Vojcek získala 1. cenu v kategorii dramatických pořadů na festivalu Prix Marulić, Hvar, Chorvatsko [9]
- 2007 Cena Alfréda Radoka v kategorii nejlepší mužský herecký výkon (za roli Josefa K. v inscenaci Proces)
- 2006 Cena Alfréda Radoka v kategorii nejlepší mužský herecký výkon (za titulní roli v inscenaci Světanápravce)
- 2015 cena za nejlepší mužský herecký výkon na Cenách české filmové kritiky 2014 za roli ve filmu Krásno